# Ivan planina
Ivan planina je planina u blizini Hadžića, Konjica i Kreševa, u središnjoj Bosni i Hercegovini.
Ivan Planina je dio Dinarida. Visoka je 1537 metara. Nalazi se u općinama Hadžićima, Konjicu i Kreševu.  Pruža se od sjeverozapada prama jugoistoku između rijeka Bosne i Neretve, kao razvodno gorje Jadranskoga i Crnoga mora. S njenih sjevernih obronaka hrle rijeke i potoci u Bosnu, a s južnih u Neretvu i s njome u Jadransko more.
Obrasla je bukvom, jelom i drugim drvećem. Puna je dolova, prodola i pećinastih gudura.

## Vanjske poveznice
|  | Zajednički poslužitelj ima još gradiva o temi Ivan planina |